# Neil Blevins
Neil Blevins är en konstnär och 3d-animatör som har profilerat sig genom sina mörka teman som ofta omfattar monster av olika slag. Han är född 17 januari 1976, i Pointe-Claire, Québec, Kanada.
Han har studerat ren- & tillämpad vetenskap (2 år), datorvetenskap (1 år), BFA i formgivning (3 år). Han arbetar som teknisk direktör på Pixar sedan år 2002. Han har tidigare jobbat på Blur Studio mellan år 1999 och 2002.
Blevins figurerar ofta i media och blev nyligen utsedd till månadens artist av NPowerSoftware.